# Kuzyni (film 1959)
Kuzyni (fr. Les cousins) – francuski dramat filmowy z 1959 roku w reżyserii Claude'a Chabrola, będący jego drugim filmem fabularnym. Zdjęcia kręcono w Paryżu.
Jeden z czołowych wczesnych obrazów francuskiej nowej fali, nagrodzony Złotym Niedźwiedziem na 9. MFF w Berlinie.

## Fabuła
Naiwny idealista Charles przybywa do Paryża z prowincji, by studiować prawo. Dzieli mieszkanie swego wuja wraz z kuzynem, Paulem, który jest również studentem prawa, ale też całkowitym przeciwieństwem Charlesa. Paul prowadzi intensywne życie towarzyskie i nie za bardzo przykłada się do nauki. Gdy Charles zakochuje się w pięknej Florence, nawet nie przypuszcza, co łączy ją z Paulem.

## Obsada
- Gérard Blain – Charles
- Jean-Claude Brialy – Paul
- Juliette Mayniel – Florence
- Claude Cerval – Jean Dalbecque "Clovis"
- Guy Decomble – sprzedawca książek
- Geneviève Cluny – Geneviève
- Michèle Méritz – Yvonne
- Corrado Guarducci – hrabia Minerva
- Stéphane Audran – Françoise
- Paul Bisciglia – Marc
- Jeanne Pérez – sprzątaczka
- Françoise Vatel – Martine
- Jean-Louis Maury – brydżysta
- André Jocelyn – Philippe[4]